# Pouya Saraei
Пуйя Сараи (Pouya Saraei, перс. پویا سرایی) иранский композитор и исполнитель на сантуре.
Он начал учиться музыке с семилетнего возраста.
он сочинил парсийский костюм для иранского духового ансамбля для участия в неделе итальянских духовых инструментов 2021 года в Италии.
в 2022 году он получил серебряную медаль на мировой музыкальной премии за песню «Boghz» на персидском языке: злоба.
Сараи также сыграл сантура в первом треке альбома Modes, написанного Карен Кейхани и изданного Navona Рекорды.
Он был сантурным инструменталистом в альбоме «Утренний час» Шиллера, немецкого музыканта.
Некоторые из его альбомов:
- мой Иран
- Пустыня
- интуиция
- тайна любви
- новый год
- Я был ангелом
- за исключением того, что